# Bactridium
Bactridium es un género de coleóptero de la familia Monotomidae.

## Especies
Las especies de este género son:
- Bactridium adustus (Reitter, 1872)
- Bactridium angulicollis (Reitter, 1872)
- Bactridium angustum Sharp, 1900
- Bactridium atratum Reitter, 1876b
- Bactridium brevicolle Reitter, 1876b
- Bactridium californicum Fall, 1917
- Bactridium cephalotes (Pascoe, 1863)
- Bactridium convexulum Casey, 1916
- Bactridium cubense (Chevrolat, 1863
- Bactridium curtipenne Casey, 1916
- Bactridium divisum Sharp, 1900
- Bactridium ephippiger (Guérin-Méneville, 1837)
- Bactridium erythropterus (Melsheimer, 1846)
- Bactridium exiguum Grouvelle & Raffray, 1908
- Bactridium flohri Sharp, 1900
- Bactridium fryi Horn, 1879a
- Bactridium germanum Sharp, 1900
- Bactridium heydeni (Reitter, 1872)
- Bactridium hudsoni Casey, 1916
- Bactridium humile Grouvelle, 1906
- Bactridium insularis Van Dyke, 1953
- Bactridium nanus (Erichson, 1843)
- Bactridium obscurum Casey, 1916
- Bactridium orientalis (Reitter, 1872)
- Bactridium parvum Grouvelle, 1906
- Bactridium quadricollis (Reitter, 1872)
- Bactridium rude Sharp, 1900
- Bactridium striolatus (Reitter, 1872)